# Савез независних социјалдемократа
Савез независних социјалдемократа (СНСД) је политичка странка Републике Српске. Основана 1996. године, владајућа је странка у Републици Српској, а њен лидер Милорад Додик је садашњи предсједник Републике Српске. Потпредсједница странке Жељка Цвијановић је актуелни члан Предсједништва Босне и Херцеговине, док је члан СНСД-а Радован Вишковић актуелни предсједник Владе Републике Српске.
У оквиру СНСД-а дјелује организација Младих социјалдемократа (МСД), као и Актив жена социјалдемократкиња.

## Предсједници
| Бр. | Председник    | Председник | Рођен-Умро | Почетак функције | Крај функције |
| --- | ------------- | ---------- | ---------- | ---------------- | ------------- |
| 1.  | Милорад Додик |            | 1959–      | 10. март 1996.   | тренутно      |

## Платформа
Према Статуту странке, СНСД је основан и постоји као странка слободе, мира и демократије. СНСД сарађује са другим политичким странкама које имају иста или слична политичка опредјељења утемељена на демократским начелима и стандардима.
Савез независних социјалдемократа се у свом дјеловању залаже за остварење сљедећих програмских циљева:
- очување територијалног интегритета Републике Српске и очување, поштовање и досљедно примјењивање Општег оквирног споразума за мир у Босни и Херцеговини којим се гарантује уставно‐правни положај Републике Српске
- изградња и јачање демократских институција, државе благостања и социјалне правде путем парламентарне демократије и владавине права
- остваривање права и слобода грађана предвиђених Европском конвенцијом за заштиту људских права и основних слобода, без дискриминације по било ком основу
- очување и унапређење специјалних и паралелних веза између Републике Српске и Републике Србије
- унапређење веза Републике Српске са дијаспором
- опредјељеност за приступање и чланство у Европској унији уз уважавање уставних надлежности Републике Српске и поштовање усаглашених принципа координације процеса европских интеграција
- изградња стабилне, демократске и просперитетне државе
- развијање и подстицање стваралаштва, афирмација права и слобода појединаца и друштвених група
- развој тржишне привреде и заштита својине, праведног и солидарног друштва
- остваривање свих облика грађанских слобода
- смањење друштвене неједнакости и стварање система једнаких могућности
- развој пријатељских односа међу народима
- складан и убрзан друштвени развој

## Историјат

### 1990. — 1996.
Први вишестраначки избори у Босни и Херцеговини одржани су 18. новембра 1990. године. Као члан антиратног, ненационалистичког и мултиетничког Савеза реформских снага Југославије, Милорад Додик постаје посланик у Скупштини тадашње Босне и Херцеговине која је била у саставу Социјалистичке Федеративне Републике Југославије. Савез реформских снага Југославије је по својој суштини био и једини тадашњи организовани покушај демократске транзиције Социјалистичке Федеративне Републике Југославије у модерну европску и демократску државу свих народа и република које су је конституисале.
Након што су Хрвати и Муслимани у Скупштини Босне и Херцеговине донијели Декларацију о независности, прегласавајући српске посланике, већина српских посланика, укључујући и Милорада Додика, 24. октобра 1991. године напушта Скупштину Босне и Херцеговине и формира Скупштину српског народа у Босни и Херцеговини (касније: Народна скупштина Републике Српске). Ова скупштина деветог јануара 1992. године проглашава Републику српског народа у Босни и Херцеговини (касније: Република Српска).
Због неслагања са програмом и начином рада Српске демократске странке, Милорад Додик 1993. године, формира Клуб независних посланика у Народној скупштини Републике Српске и тако постаје прва опозиција тадашњој актуелној власти коју је чинила Српска демократска странка и њен предсједник Радован Караџић. Клуб је дјеловао цијело ратно вријеме до потписивања Дејтонског мировног споразума и престанка рата у Босни и Херцеговини.

### Оснивање Странке независних социјалдемократа и прве године дјеловања
Одмах након завршетка рата у Босни и Херцеговини, 1996. године креће се у формирање политичке партије из Независног посланичког клуба. Оснивачки сабор Странке независних социјалдемократа, на коме су изабрани органи странке одржан је 10. марта 1996. године. За првог предсједника странке изабран је Милорад Додик, а за генералног секретара Ненад Баштинац. До првих општих избора 1996. године странка је формирала десетак општинских одбора у Републици Српској. На тим изборима, које ће и у будућим годинама да обиљежи потпуна медијска контрола владајуће Српске демократске странке у Републици Српској, Странка независних социјалдемократа постаје парламентарна партија и у Народној скупштини Републике Српске, и у Парламентарној скупштини Босне и Херцеговине.
До сљедећих, локалних избора 1997. године формирано је двадесетак општинских одбора, а на изборе је изашла самостално у 24 општине Републике Српске, углавном у Крајини и Посавини. И поред наведених околности, које су ометале слободан рад партије, Странка независних социјалдемократа побјеђује у Лакташима и Српцу, где успијева да формира коалициону Владу са ненационалистичким странкама из Републике Српске, а у десетак других општина има своје представнике у локалној скупштини.
Године 1997. долази до расцијепа у Српској демократској странци, у којем Биљана Плавшић, предсједница Републике Српске напушта ту странку и оштро је сумњичи за криминал. Биљана Плавшић у својим настојањима да „отвори” Републику Српску, и ослободи је утицаја „паљанског руководства Српске демократске странке” има подршку запада, али и Странке независних социјалдемократа. Долази до распуштања Народне скупштине Републике Српске од стране предсједнице Републике Српске и расписивања ванредних парламентарних избора који су одржани упоредо са локалним изборима. Странка независних социјалдемократа добија дупло већу подршку у односу на протекле изборе само годину дана раније.

### Прва влада Милорада Додика 1998. — 2001.
Након формирања новог сазива Народне скупштине Републике Српске, Биљана Плавшић, за мандатара предсједника владе Републике Српске именује Милорада Додика. Нова коалициона влада, на челу са Милорадом Додиком изабрана је 18. јануара 1998. године на засједању Народне скупштине Републике Српске у Бијељини. Предсједник Владе постаје личност из странке која је у том тренутку имала само 2 посланика у Народној скупштини Републике Српске. Нова влада уважавала је велику подршку међународне заједнице, али ју је дочекала „де факто” подијељена Република Српска, на западни и источни дио (подијељеној полицији, разбијеном телевизијском систему...). Након вишегодишње изолације, захваљујући иностраној подршци, Република Српска са новом владом, по први пут добија значајније донације, кредите, склапа аранжмане и креће у обнову путева, електроенергетских система, мостова...
Од 1998. године Странка независних социјалдемократа политички дјелује у оквиру коалиције „Слога” са новооснованим Српским народним савезом Биљане Плавшић и Социјалистичком партијом, чији лидер је у то вријеме био Живко Радишић. Исте године, 1998. одржавају се још једни парламентарни избори. На изборима за Народну скупштину Републике Српске, Странка независних социјалдемократа осваја 6 посланичких мандата, а побједу односи националистичка коалиција „Српска демократска странка-Српска радикална странка Републике Српске”, чији је кандидат Никола Поплашен побиједио и у трци за предсједника Републике Српске.
Након што је 31. децембра 1998. прихватио понуду председника Републике Српске Николе Поплашена да буде мандатар за предсједника Влада Републике Српске, из странке је искључен Брано Миљуш, који је формирао Странку независних социјалдемократа Републике Српске, партију која је убрзо угашена.
Године 1999. дефинише тешка политичка ситуација у региону (НАТО бомбардовање СРЈ) и унутрашња политичка ситуација, блокада рада Владе од стране Народне скупштине Републике Српске, изгласавања неповјерења Влади и смјена Николе Поплашена са мјеста предсједника Републике Српске од стране Високог представника Карлоса Вестендорпа. Уз значајну подршку међународних институција, Влада на челу са Милорадом Додиком још увијек је одолијевала притиску из Народне скупштине Републике Српске.
Децембра 1999. године у Странку независних социјалдемократа се утопила Социјално-либерална странка Републике Српске. У истој години воде се и преговори са Демократском странком Републике Српске о уједињењу, али убиство њиховог лидера Љубише Савића Маузера то прекида.

### Формирање Савеза независних социјалдемократа и опозиционо дјеловање 2001. — 2006.
У марту и априлу 2000. године долази до раскола у Социјалистичкој партији, партнеру Странке независних социјалдемократа у Коалицији Слога. Вођство Социјалистичке партије одлучује да напусти Коалицију и пређе у отворено пактирање са Српском демократском странком, због чега пет посланика у Народној скупштини Републике Српске, многи одборници, активисти, чланови и читави одбори, напуштају Социјалистичку партију и формирају нову странку: Демократску социјалистичку партију (ДСП). За предсједника ДСП−а изабран је Небојша Радмановић. Демократска социјалистичка партија се опредјељује за останак у чврстој вези са Странком независних социјалдемократа и владом Милорада Додика, а на изборима у новембру 2000. године Странка независних социјалдемократа и Демократска социјалистичка партија наступају заједно са кандидатима за предсједника Републике Српске и Народну скупштину Републике Српске. За свега шест мјесеци Демократска социјалистичка партија развија мрежу од 43 одбора широм Републике Српске и осваја 4 мјеста у Народној скупштини Републике Српске. Након избора, Странка независних социјалдемократа и Демократска социјалистичка партија, заједно дјелују као опозиција новој Влади Републике Српске коју формирају Српска демократска странка, Партија демократског прогреса и Социјалистичка партија.
На општим и локалним изборима 2000. године странка се позиционирала у цијелој Републици Српској, истовремено, Странка независних социјалдемократа је у Федерацији Босне и Херцеговине, на локалним изборима учествовала у двадесет општина и освојила деветнаест одборничких мјеста. Став странке у том периоду је да „не учествује у власти са ратним ултранационалним, ретроградним и изолационистичким политичким фактором и прихвата опозициону улогу у Народној скупштини”.
Након локалних избора 2000. у Странку независних социјалдемократа се утапа и Демократска странка за Бањалуку и Крајину Николе Шпирића.
Децембра 2001, Странка независних социјалдемократа и Демократска социјалистичка партија, одвојени дио Социјалистичке партије потписују Платформу о удруживању, којом почиње процес уједињавања ових двију странака на свим нивоима у нову странку — Савез независних социјалдемократа (СНСД).
Након више мјесеци рада на терену и уједињавања нижих организационих облика Странке независних социјалдемократа и Демократске социјалистичке партије, 1. маја 2002. године, одржава се оснивачки Сабор уједињења у Бањалуци, на којем Странка независних социјалдемократа и Демократска социјалистичка партија оснивају Савез независних социјалдемократа (СНСД), као јединствену и снажну партију социјалдемократске оријентације, најјачу опозициону странку у Републици Српској. За предсједника Сaвеза независних социјалдемократа, Сабор бира Милорада Додика, а за предсједника Извршног одбора Савеза независних социјалдемократа, Небојшу Радмановића.
У мају 2002. године Савезу независних социјалдемократа се присајединила и Нова радничка странка Винка Ђурагића.
Након низа година сарадње са Социјалистичком интернационалом и апликације за пријем Савез независних социјалдемократа, добија и званичну ферификацију придруженог чланства у Интернационали, као прва странка из Републике Српске којој је то пошло од руке.
На изборима, одржаним 5. октобар 2002. године, Савез независних социјалдемократа осваја највећи број посланичких мјеста од свог настанка. У Народној скупштини Републике Српске добија 19 посланика што је 23%, у Парламент Босне и Херцеговине улазе 3 посланика, а у Парламентарну скупштину Федерације Босне и Херцеговине 1 посланик. Савез независних социјалдемократа добија и 7 мјеста у Вијећу народа Републике Српске и 3 мјеста у Вијећу народа Федерације Босне и Херцеговине. Умјереним политичким партијама понуђено је партнерство за формирање нове Владе, али Партија демократског прогреса одлучује да остане у пакту са националистичким странкама, па Савез независних социјалдемократа прихвата улогу најјаче опозиционе странке, не само у Републици Српској, већ на простору цијеле Босне и Херцеговине.
Странка у овом периоду покреће акцију скупљања потписа под називом „Војско, вољно!” чији је циљ укидање регрутације и професионализација војске, са крајњим циљем потпуне демилитаризације земље.
Почетком 2004. из Савеза независних социјалдемократа је искључен тадашњи посланик у Народној скупштини Републике Српске Предраг Ковачевић, који је 5. фебруара 2004. формирао Демократску странку Српске.
Године 2004, је била година локалних избора у Босни и Херцеговини, који су одржани 2. маја. Савез независних социјалдемократа се пријављује на изборе у 83 општине у Босни и Херцеговини, од чега 59 у Републици Српској, 23 у Федерацији Босне и Херцеговине и у Дистрикту Брчко. Кампања за изборе води се под слоганом „Добро за све”, јавни скупови одржавају се у августу и септембру, хиљаде активиста ангажују се на терену за остварење што бољег резултата.
Са освојених око 125.000 гласова, Савез независних социјалдемократа је, по први пут, и званично најјача странка у Републици Српској, а друга по броју гласова у Босни и Херцеговини. Освојено је 17 мјеста начелника, од чега 15 у Републици Српској, а 2 у Федерацији Босне и Херцеговине. Број одборничких мјеста, у односу на претходне локалне изборе 2000. године, вишеструко је већи, а освојена су у свим кандидованим општинама у Републици Српској, те у 9 општина Федерацији Босне и Херцеговине. Након конституисања скупштина општина Савез независних социјалдемократа има и 22 предсједника општина, те већи број замјеника начелника и потпредсједника скупштина општина.
Крај 2004. године обиљежава оставка републичке Владе, на челу са Драганом Микеревићем. Након неуспјешног двогодишњег мандата, Владе се повлачи, а политичке партије Републике Српске постижу Споразум о усаглашеном политичком дјеловању, са циљем дефинисања стратешког односа према уставном уређењу и предстојећим реформама: полиције и одбране.

### Општи избори 2006. године (преузимање власти)
Почетком 2006. године, дотадашњи премијер Републике Српске, Перо Букејловић, подноси оставку. Десет дана након тога, 26. јануара 2006. предсједник Републике Српске Драган Чавић, замолио је Милорада Додика да формира нову владу, у којој је према Уставу 16 министара: осам Срба, пет Бошњака и три Хрвата. Парламент Републике Српске подржао је именовање Додика на место премијера 28. фебруара 2006.
Савез независних социјалдемократа је на општим изборима у БиХ 2006. остварио најбољи резултат:
- Небојша Радмановић изабран за српског члана председништва Босне и Херцеговине.
- У Представничком дому Босне и Херцеговине Савез независних социјалдемократа је освојио 7 места са 269.468 гласова испред Странке демократске акције са 238.474 (9 места) и Странке за Босну и Херцеговину са 219.477 гласова (8 места).
- Милан Јелић је постао председник Републике Српске (271.022 гласова, 48,87%).
- Партија је освојила 41 од 83 посланичка места у Народној скупштини Републике Српске, а Милорад Додик, председник Савеза независних социјалдемократа, је постао мандатар за састав нове Владе РС.
- У Представничком дому Федерације Босне и Херцеговине, Савез независних социјалдемократа је освојио 1 место са 12.564 гласова (1,46%).
- Савез независних социјалдемократа је у Скупштини Кантона 10 у ФБиХ освојио 3 од 25 мјеста (3.654 гласова, 11,99%).[8]

### Општи избори 2010. године
На Општим изборима 2010. године, Савез независних социјалдемократа поновио је добар резултат из 2006. године, те је на свим нивоима поразио уједињену опозицију у коалицији Заједно за Српску (Српска демократска странка−Партија демократског прогреса−Српска радикална странка Републике Српске).
Заједнички кандидат коалиције „Савез независних социјалдемократа-Демократски народни савез-Социјалистичка партија” за српског члана председништва Босне и Херцеговине, Небојша Радмановић, добио је 295.629 гласова тј. 48,92% од укупног броја важећих гласова. Најзначајнији противник, кандидат коалиције Заједно за Српску, Младен Иванић, добио је 285.951 глас, односно 47,31% важећих гласова. Велики број неважећих листића, и мала разлика између два најзначајнија кандидата, резултовали су притужбом Младена Иванића и његове Партије демократског прогреса на нерегуларност током бројања гласачких листића. Тачку на овакве сумње ставила је Централна изборна комисија признавајући резултате избора.
Милорад Додик, заједнички кандидат коалиције Савез независних социјалдемократа-Демократски народни савез-Социјалистичка партија за предсједника Републике Српске остварио је убједљиву победу добивши подршку 50,52% изашлих бирача, тј. 319.618 важећих гласова. Кандидат коалиције Заједно за Српску Огњен Тадић добио је подршку 227.239 бирача тј. 35,92%.
На изборима за Народну скупштину Републике Српске странка је освојила 38% важећих гласова изашлих бирача (240.727 гласова) и добила 37 посланичких мандата, што је странци било довољно да у коалицији са Демократским народним савезом и Социјалистичком партијом сачува скупштинску већину.
На изборима за Парламентарну скупштину Босне и Херцеговине, странка је, у Републици Српској, освојила 43,30% гласова, односно 8 представника.

### Општи избори 2014. године
Након Општих избора у Босни и Херцеговини 2014., Савез независних социјалдемократа је остао најјача политичка партија у Републици Српској. У изборну трку за појединачне функције ушао је у коалицији са Демократским народним савезом и Социјалистичком партијом, а кандидат те коалиције за предсједника Републике Српске Милорад Додик побједио је са 303.496 гласова или 45,38% кандидата уједињене опозиције Огњена Тадића који је освојио 296.021 или 44,28%
Кандидат коалиције „Савез независних социјалдеморката-Демократски народни савез-Социјалистичка партија” за српског члана Предсједништва Босне и Херцеговине Жељка Цвијановић са 310.867 гласова или 47,63% поражена је од кандидата Савеза за промјене Младена Иванића који је освојио 317.799 или 48,69%. У Народној скупштини Републике Српске Савез независних социјалдемократа је остао најјачи политички субјект са освојених 213.665 (32,28%) гласова и 29 мандата. У надметању за Парламентарну скупштину Босне и Херцеговине Савез независних социјалдемократа је такође освојио највише гласова од политичких партија из Републике Српске 249.182 (38,48%) и тиме добио 6 мандата. Ово је и једина странка из Републике Српске која је освојила мандате у скупштини неког кантона у Федерацији Босне и Херцеговине, и то у Кантону 10 са освојених 3.503 или 11,8% Савез независних социјалдемократа је добио 3 мандата и постао трећи најснажнији политички субјект овог кантона.

### Општи избори 2018. године
И након Општих избора одржаних 2018. године, Савез независних социјалдемократа је и даље остао најјача политичка партија у Републици Српској, те је остварио још боље резултате него на изборима одржаним 2014. године. У изборну трку за појединачне функције ушао је у коалицији са Демократским народним Савезом, Социјалистичком партијом и Уједињеном Српском, а кандидат те коалиције за предсједника Републике Српске Жељка Цвијановић побједила је са 319.699 гласова или 47,04% кандидата Савез за побједу Вукоту Говедарицу који је освојио 284.195 или 41,82%
Кандидат коалиције „Савез независних социјалдемократа-Демократски народни савез-Социјалистичка партија-Уједињена Српска” за српског члана Предсједништва Босне и Херцеговине Милорад Додик је освојио рекордан број гласова односно 368.210 гласова или 53,88% док је кандидат Савез за побједу Младен Иванић освојио 292.065 или 42,74%. У Народној скупштини Републике Српске СНСД је остао најјачи политички субјект са освојених 218.201 (31,87%) гласова и 28 мандата. У надметању за Парламентарну скупштину БиХ Савез независних социјалдемократа је освојио убједљиво највише гласова од политичких партија из Републике Српске 260.930 (39,10%) и тиме добио 6 мандата.

### Општи избори 2022. године
Општи избори у Босни и Херцеговини 2022. одржани су у недељу 2. октобра 2022. године, Савез независних социјалдемократа је убједљиво остао најјача политичка партија у Републици Српској, те је остварио сличне резултате као и на изборима одржаним 2018. године. За ове изборе, СНСД је за појединачне функције ишао у коалицији са Социјалистичком партијом, Уједињеном Српском, Демосом и Народном партијом Српске, а кандидат коалиције за предсједника Републике Српске Милорад Додик побједио је са 300.180 гласова или 47,06% кандидата уједињене опозиције Партије демократског прогреса и Српскe демократскe странкe Јелену Тривић која је освојила 273.245 или 42,84%.
Кандидат коалиције окупљене око Савеза независних социјалдемократа за српског члана Предсједништва Босне и Херцеговине је била Жељка Цвијановић која је је освојила 327.720 гласова или 51,65% и побједила кандидата уједињене опозиције Мирка Шаровића који је освојио 224.912 или 35,45%. У Народној скупштини Републике Српске СНСД је остварио још бољи резултат него на општим изборима 2018. и тиме остао и даље најјачи политички субјект са освојених 221.554 (34,63%) гласова и 29 мандата. У избору за Парламентарну скупштину БиХ СНСД je освојио убједљиво највише гласова од политичких партија из Републике Српске са 255.515 (41,15%) чиме је добио 6 мандата.

## Изборни слогани
- Општи избори 2006. године — Напријед Српска
- Локални избори 2008. године — Моја кућа, Српска
- Општи избори 2010. године — Српска заувијек
- Локални избори 2012. године — Српска, кућа до куће
- Општи избори 2014. године — За побједу Српске
- Локални избори 2016. године — Снага Српске
- Општи избори 2018. године — Под заставом Српске
- Локални избори 2020. године — Окупљање за Српску
- Општи избори 2022. године — Јер волимо Српску
- Локални избори 2024. године — Побиједиће Српска

## Сабори Савеза независних социјалдемората
- Сабор уједињења је одржан 01.05.2002. у Бањалуци;
- Други сабор СНСД, био је 28.06.2003. у Бањалуци;
- Трећи сабор СНСД био је 29.09.2007. године у Бањалуци;
- Четврти сабор СНСД, био је 08.10.2011. у Зворнику;
- Пети сабор СНСД, био је 25.04.2015. у Источном Новом Сарајеву;
- Шести сабор СНСД, био је 15.06.2019. у Лакташима.[7]

## Градски одбор СНСД Бања Лука
У организационој структури партије њена кадровски најјача те базом најмногољуднија организациона јединица јесте Градски одбор СНСД Бања Лука. Градски одбор СНСД Бања Лука крајем 2014. бројао је преко 17.000 чланова. Од 2004. године на свим наредним локалним изборима у Бањој Луци СНСД биљежи резултат најјачег политичког субјекта у граду и има функцију градоначелника Бања Луке до 2020. године. На Општима изборима у БиХ 2022. године СНСД у Бања Луци биљежи резултат од 35.733 гласова. Од фебруара 2021. године предсједник Градског одбора СНСД Бања Лука је генерални директор Универзитетског клиничког центра Републике Српске и доктор медицинских наука, Владо Ђајић.
Носиоци највиших функција у Градском одбору СНСД Бања Лука су:
- Предсједник: Владо Ђајић
- Потпредсједници: Жељка Цвијановић и Горан Маричић
- Секретар: Миленко Летић

## Резултати
| Избори | # гласова | % од изашлих | # посланика | Влада     |
| ------ | --------- | ------------ | ----------- | --------- |
| 1996   | 125,372   | 11.53%       | 1 / 83      | опозиција |
| 1997.  | 21.178    | 2,41%        | 2 / 83      | владајући |
| 1998.  | 54.058    | 7,30%        | 6 / 83      | владајући |
| 2000.  | 81.467    | 13,00%       | 11 / 83     | опозиција |
| 2002.  | 111.226   | 21,79%       | 19 / 83     | опозиција |
| 2006.  | 244.251   | 43,31%       | 41 / 83     | владајући |
| 2010.  | 240.727   | 38,00%       | 37 / 83     | владајући |
| 2014.  | 213.665   | 32,28%       | 29 / 83     | владајући |
| 2018.  | 218.201   | 31,87%       | 28 / 83     | владајући |
| 2022.  | 221.554   | 34,63%       | 29 / 83     | владајући |

| Избори | Кандидат         | # гласова | % од важећих | Резултат     |
| ------ | ---------------- | --------- | ------------ | ------------ |
| 2000.  | Милорад Додик    | 161.942   | 25,7%        | није изабран |
| 2002.  | Милан Јелић      | 112.612   | 22,1%        | није изабран |
| 2006.  | Милан Јелић      | 271.022   | 48,87%       | изабран      |
| 2007.  | Рајко Кузмановић | 169.863   | 41,33%       | изабран      |
| 2010.  | Милорад Додик    | 319.618   | 50,52%       | изабран      |
| 2014.  | Милорад Додик    | 303.496   | 45,39%       | изабран.     |
| 2018.  | Жељка Цвијановић | 319.699   | 47,04%       | изабран      |
| 2022.  | Милорад Додик    | 300.180   | 47,06%       | изабран.     |

| Избори | Кандидат           | # гласова | % од важећих | Резултат     |
| ------ | ------------------ | --------- | ------------ | ------------ |
| 2002.  | Небојша Радмановић | 101.119   | 19,93%       | није изабран |
| 2006.  | Небојша Радмановић | 287.675   | 53,3%        | изабран      |
| 2010.  | Небојша Радмановић | 295.629   | 48,9%        | изабран      |
| 2014.  | Жељка Цвијановић   | 310.867   | 47,6%        | није изабран |
| 2018.  | Милорад Додик      | 368.210   | 53,88%       | изабран      |
| 2022.  | Жељка Цвијановић   | 327.720   | 51,65%       | изабран      |

| Избори | # гласова | % од изашлих | # посланика |
| ------ | --------- | ------------ | ----------- |
| 1996   |           |              |             |
| 1998.  |           |              |             |
| 2000.  | 66.684    | 10,6 %       | 1 / 14      |
| 2002.  | 114.591   | 22,4%        | 3 / 14      |
| 2006.  | 262.203   | 46,93%       | 7 / 14      |
| 2010.  | 269.009   | 43,30%       | 8 / 14      |
| 2014.  | 249.182   | 38,48%       | 6 / 14      |
| 2018.  | 260.930   | 39,10%       | 6 / 14      |
| 2022.  | 255.515   | 41,15%       | 6 / 14      |

| Избори | Број гласова | Број одборника |
| ------ | ------------ | -------------- |
| 1997.  |              |                |
| 2000.  | 95.512       | 171            |
| 2004.  | 120.150      | 348            |
| 2008.  | 199.813      | 456            |
| 2012.  | 184.520      | 362            |
| 2016.  | 202.503      | 390            |

## Галерија
- МСД Бања Лука, Конвенција